# Spinosauroidea
De Spinosauroidea zijn een onderverdeling van de Tetanurae, een groep behorende tot de Theropoda, vleesetende dinosauriërs.
Ernst Romer benoemde in 1915 impliciet een Spinosauroidea, toen hij Spinosauridae benoemde. De eerste die de naam echt gebruikte was George Olshevsky toen hij erop wees dat een Spinosauroidea prioriteit zou hebben boven een Torvosauroidea, de naam die van de jaren tachtig gebruikt werd voor de groep die de Megalosauridae en de Spinosauridae omvatte.
De eerste definitie als klade was van Paul Sereno in 1998: de groep bestaande uit de laatste gemeenschappelijke voorouder van Spinosaurus en Torvosaurus en al zijn afstammelingen. In 2004 gaf Holtz een afwijkende definitie als stamklade: de groep bevattende Spinosaurus aegyptiacus en alle soorten die nauwer verwant zijn aan Spinosaurus dan aan de huismus Passer domesticus. Serereno vindt echter zijn noduskladedefinitie relevanter en heeft haar in 2005 verder verfijnd door de soortnamen te geven: Spinosaurus aeqyptiacus en Torvosaurus tanneri en door Allosaurus fragilis en Passer domesticus uit te sluiten zodat als een van deze laatste soorten in feite nauwer verwant mocht blijken aan Spinosaurus of Torvosaurus het hele concept geen inhoud meer heeft.
Het is niet helemaal duidelijk hoe groot deze groep precies is. Daar de theoretische mogelijkheid bestaat dat vormen als Allosaurus in feite dichter bij Spinosaurus staan dan bij Passer, is er een Spinosauridae gedefinieerd, dat alle soorten bevat die dichter staan bij Spinosaurus, dan bij Allosaurus, Megalosaurus én Passer.
De Spinosauroidea zijn bekend van het Bathonien tot het Cenomanien van Noord-Amerika, Afrika, Europa en Azië. Het zijn middelgrote tot reusachtige vormen.
Spinosauroidea
- ?Lourinhanosaurus
- Megalosauridae
  - Megalosaurinae
    - Edmarka
    - Torvosaurus
    - Megalosaurus
    - Poekilopleuron

  - Eustreptospondylinae
    - Streptospondylus
    - Piatnitzkysaurus
    - Eustreptospondylus
    - Magnosaurus
    - Dubreuillosaurus
    - Afrovenator
- Spinosauridae
  - Chilantaisaurus
  - Suchosaurus
  - Baryonychinae
    - Baryonyx
    - Cristatusaurus
    - Suchomimus

  - Spinosaurinae
    - Angaturama
    - Irritator
    - Siamosaurus
    - Spinosaurus